# 呉圭原
呉 圭原（Oh Kyu Won、オ・ギュウォン、1942年2月14日（陰暦1941年12月29日）- 2007年2月2日）は韓国の詩人。慶尚南道密陽郡（現：密陽市）出身。

## 略歴
1942年2月14日（陰暦1941年12月29日）、慶尚南道密陽郡に生まれる。1950年の朝鮮戦争の影響で、家族で一時釜山に避難する。その後釜山中学に進学し詩を書き始め、釜山師範学校の在学時には作品が雑誌に掲載された。卒業後、1961年に小学校教師として赴任するが、翌年東亜大学に入学、4年生の1965年に軍隊に入る。1965年から1968年にかけ、『현대문학(現代文学)』に『우계의 시(雨季の詩)』、『몇 개의 현상(いくつの現象)』などの詩が推薦され登壇した。1967年に除隊、1969年の大学卒業後、1971年から化粧品メーカーの太平洋化学（現・アモーレパシフィック）にて広報誌の製作を行う。同年に第一詩集『明らかな事件』刊行。
初期の詩『분명한 사건(明らかな事件)』、『순례(巡礼)』などは、観念を言語に具象化することを試みている。観念的な意味にとらわれない絶対言語を目指し、詩人の想像と思惟の中で言語を詩的対象にしている。従って、初期の詩は現実の時空間よりは主体の内面意識と幻想が結合した仮想世界が重要な素材である。
詩作と並行して詩評を書き、1976年には詩論を刊行する。1979年には太平洋化学を退職し、出版社を経営した。1982年から1998年までソウル芸術専門大学（現ソウル芸術大学）文芸創作科にて教鞭をとる。
中期の詩である『왕자가 아닌 한 아이에게(王子ではないある子に)』、『이 땅에 씌어지는 서정시(この世に書かれる抒情詩)』などは、産業化と資本主義文明に対する批判が盛り込まれている。呉は広告を詩に導入するなど、形態的な実験を通じて物神主義社会を批判し、アイロニーを利用して抑圧的な政治現実を批判している。
1991年、慢性閉塞性肺疾患と診断される。2007年2月2日死去、辞世の詩に合わせて樹木葬で埋葬された。
後期の詩は、『사랑의 감옥(愛の監獄)』から『토마토는 붉다 아니 달콤하다(トマトは赤いいや甘い)』、『두두(頭頭)』までの詩である。この時期に呉は観念の代わりに実在の現象に注目する。言語の認識的側面や解釈的側面に依存していた限界を克服し、現象そのものを「生」で理解する新しい試みが呉の後期の詩の一番重要な特徴である。
このように呉は、言語とイメージに対する探求を元にして詩を書く方法そのものに対する絶え間ない思惟と実験意識をみせた詩人である。

## 受賞
- 1982年、『この地に書かれる抒情詩』で第27回現代文学賞受賞[12]。
- 1989年、第2回[要出典]燕巌文学賞受賞[13]。
- 1995年、『道、路地、ホテル、そして川の音』で第7回怡山文学賞受賞[14]。
- 2003年、第35回大韓民国文化芸術賞文学部門

## 代表作品
- 1971年、분명한 사건(明らかな事件)
- 1973年、순례(巡礼)
- 1978年、왕자가 아닌 한 아이에게(王子ではないある子に)
- 1981年、이 땅에 씌어지는 서정시(この世に書かれる抒情詩)
- 1987年、가끔 주목받는 생이고 싶다(時には注目される生でいたい)
- 1991年、사랑의 감옥(愛の監獄)
- 1995年、길, 골목, 호텔 그리고 강물소리(道、路地、ホテル、そして川の音)
- 1999年、토마토는 붉다 아니 달콤하다(トマトは赤い、いや甘い)
- 2002年、오규원 시 전집(呉圭原詩全集)
- 2005年、새와 나무와 새똥 그리고 돌멩이(鳥と木と鳥の糞、そして小石)
- 2008年、두두(頭頭)